# John Severin
John Powers Severin (* 21. Dezember 1921 in Jersey City, New Jersey; † 12. Februar 2012 in Denver, Colorado) war ein US-amerikanischer Comiczeichner und Cartoonist.

## Leben und Werk
Severin besuchte die New York’s High School of Music and Art und veröffentlichte bereits im Alter von zehn Jahren seinen ersten Comic. Während des Zweiten Weltkriegs diente er in der United States Army und wurde im Jahr 1947 professioneller Comiczeichner. Zusammen mit Harvey Kurtzman und Will Elder, zwei ehemaligen Schulkameraden, die wie Severin für EC Comics arbeiteten, mietete er ein Zeichenstudio in Manhattan. Im Jahr 1952 startete Kurtzman als Herausgeber das Magazin MAD, zu dessen fünf Gründungszeichnern Severin gehörte. Nachdem er seine Tätigkeit für MAD im Jahr 1954 eingestellt hatte, wechselte er zu dessen Konkurrenz Cracked und blieb dort mehrere Jahre. Mitte der 1950er Jahre begann er für Atlas Comics, die später von Marvel Comics übernommen wurden, zu zeichnen. Für Marvel zeichnete Severin unter anderem den Comic The Incredible Hulk. Im Jahr 1970 zog Severin nach Denver, wo er sich als freischaffender Comiczeichner und Cartoonist niederließ.
Severin, der bis zu seinem 89. Lebensjahr professionell zeichnete, wurde im Jahr 2003 in die Will Eisner Award Hall of Fame aufgenommen. Auf Deutsch sind von ihm Punisher- und Simpsons-Comics erschienen.
Severin, Vater von sechs Kindern, arbeitete unter anderem auch mit seiner Schwester Marie zusammen.